# Box-office Italie 1947
Cet article traite du box-office de l'année 1947 en Italie.

## Les 10 premiers
Les films sont classés selon les recettes réelles de la Société italienne des auteurs et éditeurs (SIAE, Società Italiana degli Autori ed Editori), fournies par les volumes Platea in piedi exprimées en lires italiennes,. Lorsque les données SIAE pour le nombre d'entrées ne sont pas disponibles, les recettes réelles ont été divisées par le prix moyen du billet estimé à 55 lires en 1947.
| Rang | Titre                 | Pays                | Réalisateur                         | Recettes Italie (lires) | Entrées Italie |
| ---- | --------------------- | ------------------- | ----------------------------------- | ----------------------- | -------------- |
| 1    | Les Misérables        | Drapeau de l'Italie | Riccardo Freda                      | 375 000 000             | 6 818 182      |
| 2    | Sept Ans de malheur   | Drapeau de l'Italie | Carlo Borghesio                     | 294 000 000             | 5 345 455      |
| 3    | Le Diable blanc       | Drapeau de l'Italie | Nunzio Malasomma                    | 272 500 000             | 4 954 546      |
| 4    | La traviata           | Drapeau de l'Italie | Carmine Gallone                     | 268 750 000             | 4 886 364      |
| 5    | O.K. John             | Drapeau de l'Italie | Giovanni D'Eramo et Ugo Fasano (it) | 263 750 000             | 4 795 455      |
| 6    | La Fille du capitaine | Drapeau de l'Italie | Mario Camerini                      | 236 250 000             | 4 295 455      |
| 7    | Le Rouge et le Noir   | Drapeau de l'Italie | Gennaro Righelli                    | 208 750 000             | 3 795 455      |
| 8    | Genoveffa di Brabante | Drapeau de l'Italie | Primo Zeglio                        | 207 600 000             | 3 774 545      |
| 9    | Le Chevalier maudit   | Drapeau de l'Italie | Raffaello Pacini                    | 183 750 000             | 3 340 909      |
| 10   | Noël au camp 119      | Drapeau de l'Italie | Pietro Francisci                    | 182 000 000             | 3 309 091      |